# Orlando Stadium
L'Orlando Stadium è un impianto sportivo polifunzionale sudafricano di Soweto, Johannesburg.
Utilizzato per le partite interne degli Orlando Pirates, il 29 maggio 2010 ha ospitato la finale di Super 14 tenutasi tra Bulls e Stormers.